# Talasani
Talasani település Franciaországban, Haute-Corse megyében. Lakosainak száma 842 fő (2022. január 1.). Talasani Taglio-Isolaccio, Pero-Casevecchie, Poggio-Mezzana és Velone-Orneto községekkel határos.

## Népesség
A település népessége az elmúlt években az alábbi módon változott:
| Lakosok száma | 236  | 218  | 394  | 567  | 747  | 758  | 772  | 796  | 811  | 842  |
|               | 1968 | 1982 | 1990 | 2006 | 2013 | 2015 | 2017 | 2019 | 2020 | 2022 |